# Andrées Polarexpedition von 1897

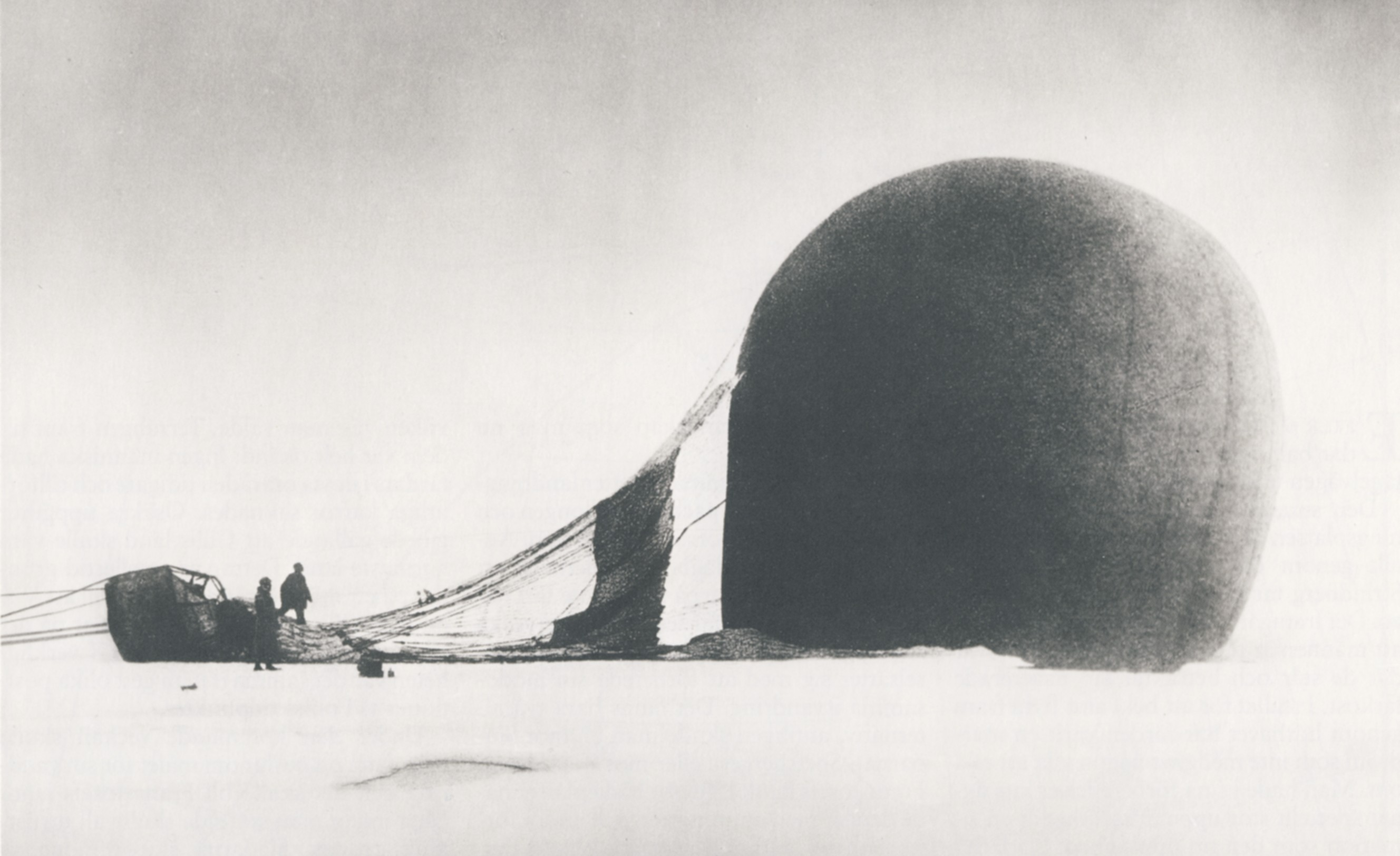
Andrée und Frænkel mit dem abgestürzten Ballon auf dem Packeis. Der Film mit diesem Foto und einigen weiteren wurde erst 1930 aufgefunden.

Andrées Expedition mit einem Gasballon zum Nordpol begann am 11. Juli 1897 und endete im Oktober desselben Jahres mit dem Tod der drei Teilnehmer Salomon August Andrée, Knut Frænkel und Nils Strindberg. Das Schicksal der Männer blieb 33 Jahre lang ein Rätsel, bis 1930 ihr letztes Lager entdeckt wurde.
Die zweite Hälfte des 19. Jahrhunderts wird oft als die heroische Zeit der Polarfahrten bezeichnet. Die unwirtlichen Zonen um Nord- und Südpol stellten eine Herausforderung für Mut und technische Errungenschaften dar. Andrées Pläne für eine Ballonreise zum Nordpol passten zum Geist seiner Zeit. Er wollte mit seinem Ballon von Svalbard aus über das Nordpolarmeer zur Beringstraße reisen, um dort in Alaska, Kanada oder Russland zu landen. Dabei wollte er den Nordpol überqueren oder so dicht wie möglich an ihm vorbeifahren.

## Planung

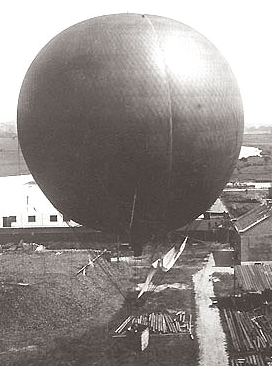
Der Wasserstoffballon Svea im Jahre 1894

1892 lernte Andrée den ersten skandinavischen Ballonfahrer Francesco Cetti kennen und begleitete ihn bei mehreren Aufstiegen. 1893 kaufte er einen eigenen Wasserstoffballon, taufte ihn Svea und unternahm neun Reisen über Schweden mit Start in Göteborg oder Stockholm, wobei er insgesamt 1500 Kilometer zurücklegte. Die längste Reise ging von Göteborg über das schwedische Festland und die Ostsee bis zur Insel Gotland. Bei einigen der Fahrten testete er selbst erfundene Schleppleinen, mit denen er den Ballon in Zukunft steuern wollte. Solange ein Ballon dieselbe Geschwindigkeit wie der Wind hat, ist es nicht möglich, ihn mit Segeln zu steuern. Die Aufgabe der Schleppleinen war, die Geschwindigkeit des Ballons über Grund zu reduzieren, um ihn in der dann erfolgenden Windanströmung manövrierfähig zu machen. Nach seinen Testfahrten behauptete Andrée, dass dies mit Schleppleinen und Segeln tatsächlich gelungen sei, was von heutigen Ballonfahrern jedoch als unmöglich angesehen wird. Viele seiner Kritiker glauben, dass Andrées Überzeugung ein Resultat seines Wunschdenkens war. Außerdem fuhr er große Strecken durch Wolken und hatte nur geringe Möglichkeiten festzustellen, wo er war und wohin er sich bewegte. Zudem gab es schon in dieser Phase Probleme mit den Schleppleinen, die entweder rissen, sich untereinander verhedderten, verknoteten oder sich an Objekten, am Boden, insbesondere in sich verjüngenden Spalten festklemmten. Die Sicherheitsvorrichtungen, die letzteres Problem (durch Lösen der Leine vom Ballon) beseitigen sollten, sorgten dann beim Beginn der eigentlichen Expedition dafür, dass viele Leinen beim Start einfach abfielen.

## Werbung und Geldbeschaffung

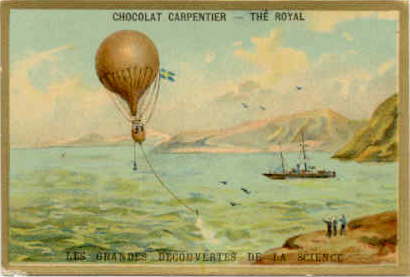
Vision eines französischen Künstlers über die Abreise Andrées von Svalbard

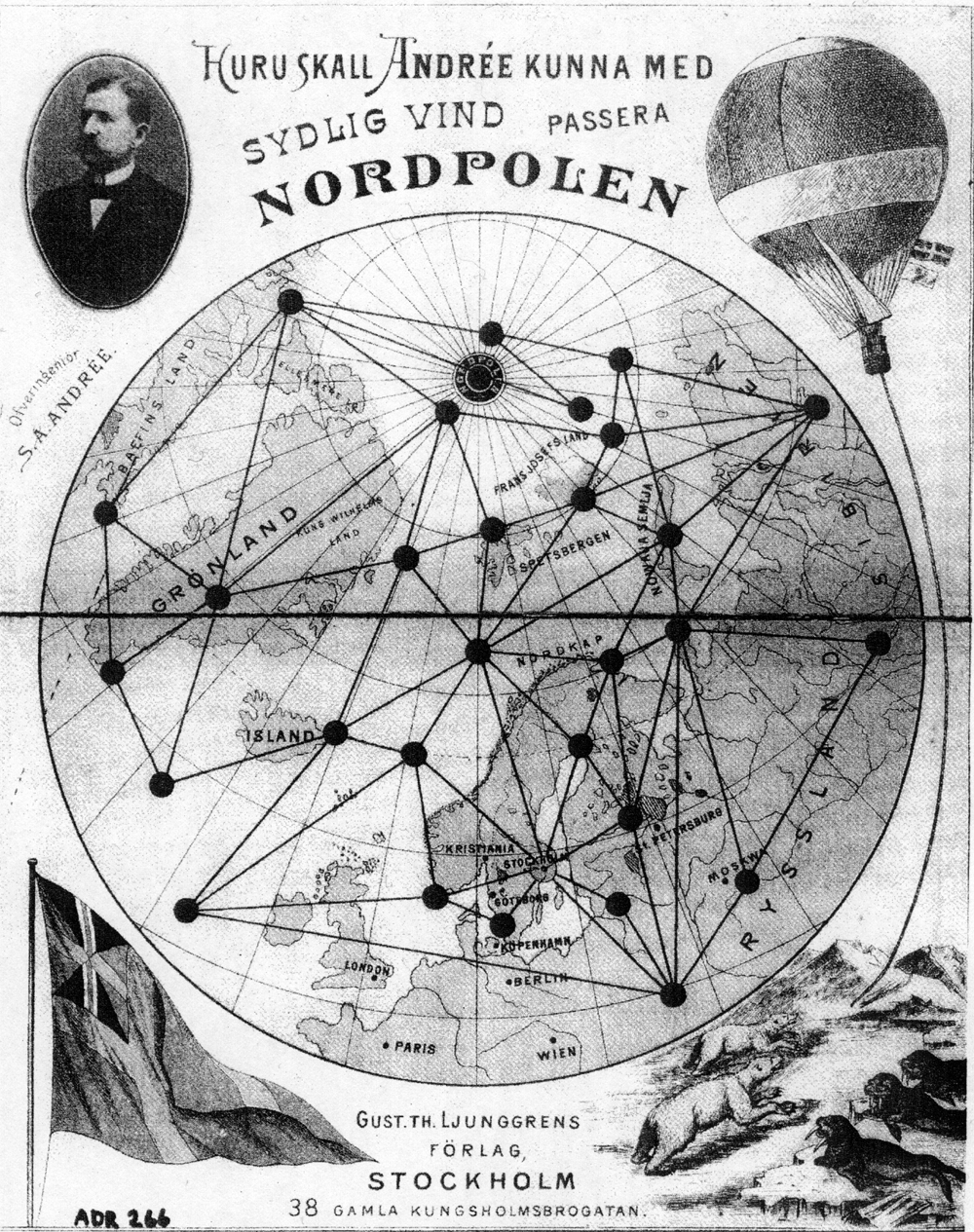
Ein schwedisches Gesellschaftsspiel von 1896 mit Eisbären, die den Leinen des Ballons nachjagen

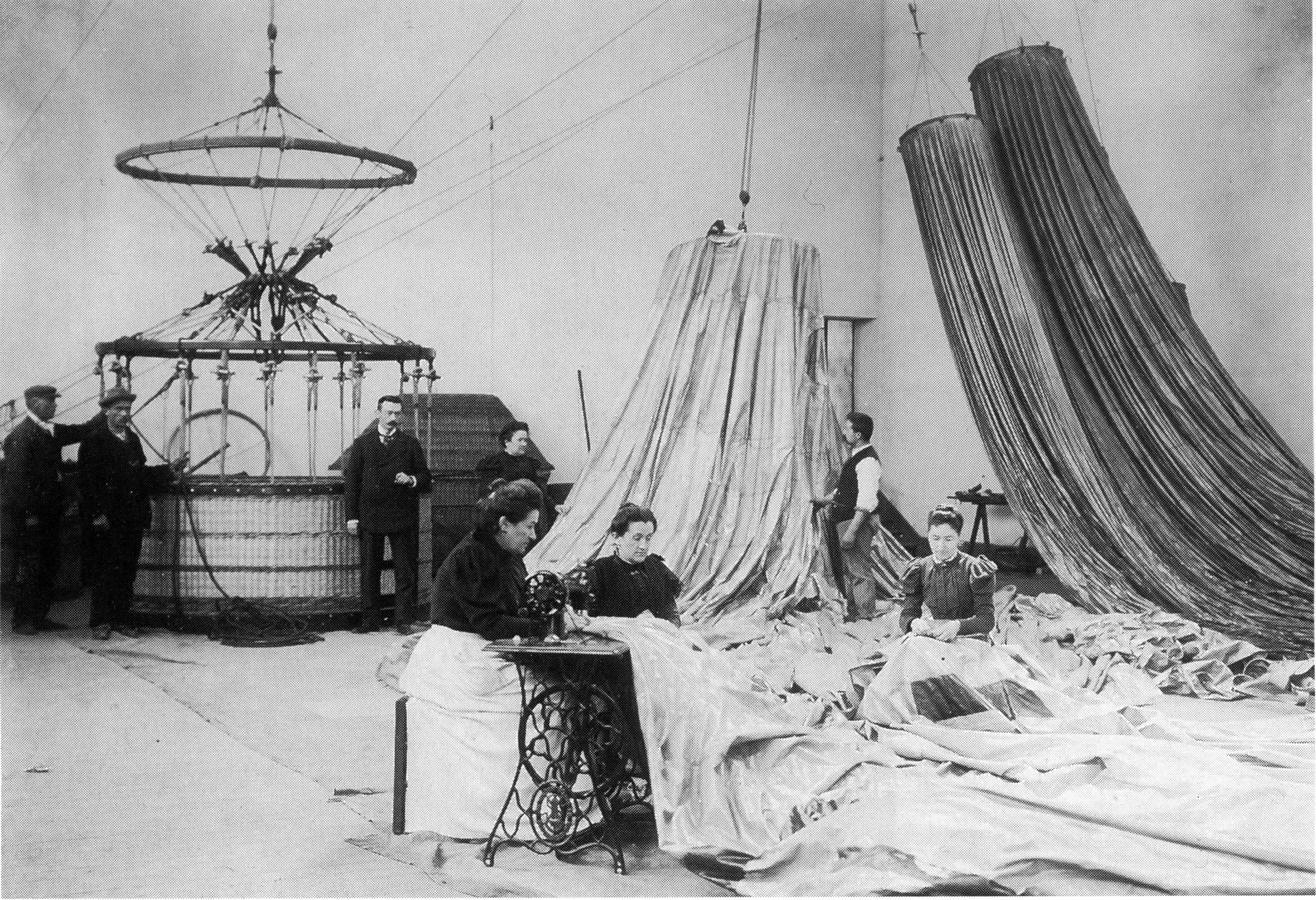
Die Ballonwerkstatt von Henri Lachambre

Im Gegensatz zu Norwegen, das vor allem durch die Leistungen Fridtjof Nansens große Fortschritte im Wettbewerb um das Erreichen des Nordpols erzielt hatte, konnte Schweden keine ähnlich gearteten Erfolge aufweisen. Die schwedische politische und wissenschaftliche Elite war deshalb interessiert daran, dass ihr Land den Anschluss zum westlichen Nachbarn erreichte. Andrée war ein überzeugender Redner und hatte wenig Mühe, Unterstützung für seine Pläne zu finden. Er hielt Vorlesungen an der Königlichen Akademie der Wissenschaften sowie der schwedischen Gesellschaft für Anthropologie und Geographie und erhielt breite Zustimmung. Bei diesen Vorlesungen erklärte Andrée 1895, dass für eine Nordpolarfahrt ein Ballon mit folgenden vier Eigenschaften benötigt werde: Erstens müsse er genügend Auftrieb besitzen, um drei Personen und die wissenschaftliche Ausrüstung, deren Gewicht er auf drei Tonnen berechnete, über die geplante Strecke zu tragen. Zweitens müsse die Hülle des Ballons ausreichend fest und dicht sein, um eine dreißigtägige Reise zu überstehen. Drittens sollte er am Startplatz mit Wasserstoff gefüllt werden können, und schließlich sollte er zu steuern sein. Zur benötigten Ausrüstung rechnete Andrée moderne Kameras für Luftbildaufnahmen, Proviant für vier Monate und Ballast. Er zeigte sich sehr optimistisch, dass die vier Forderungen leicht erfüllt werden könnten. Andrée gab an, dass der Ballon, der größer und fester war als notwendig, in Frankreich hergestellt werden solle. Außerdem sollten schon einige französische Ballons ihre Wasserstofffüllung länger als ein Jahr behalten haben, ohne merkbar an Auftrieb zu verlieren. Für die Auffüllung des Ballons am Startplatz wollte Andrée mobile Wasserstofferzeuger besorgen. Im Bezug auf die Steuerung verwies er auf seine Versuche mit der Svea und merkte an, dass so eine Richtung erlangt werden könne, die bis zu 27 Grad von der Windrichtung abwiche.
Andrée versicherte seinem Publikum, dass der arktische Sommer hervorragende Voraussetzungen für eine Ballonfahrt biete. Aufgrund der Mitternachtssonne brauche man nachts nicht zu landen, und auch die Observationen könnten rund um die Uhr stattfinden. Eine Fahrt ohne Halt würde zudem die Reisezeit erheblich verkürzen. Die Schleppleinen könnten sich auch nicht so leicht am Boden verhaken, da keine Vegetation vorhanden sei. Die geringe Niederschlagsmenge würde das Risiko des Einschneiens, das den Ballon schwerer machen würde, minimieren. Aber selbst wenn es schneien werde, sei das Problem als gering einzuschätzen. Andrée erklärte, dass der Schnee bei Temperaturen über Null taue und bei Temperaturen unter Null weggeblasen werde, da der Ballon mit Schleppleinen langsamer als der Wind vorankomme. Das Publikum und wahrscheinlich auch Andrée kannten die häufigen Unwetter des arktischen Sommers ebenso wenig wie die hohe Luftfeuchtigkeit der Gegend mit viel Nebel, welche die Gefahr der Eisbildung erhöht. Die Akademie unterstützte Andrées Vorhaben und auch seine Kostenberechnung, die sich auf 130.800 Kronen belief; darin enthalten waren 36.000 Kronen für den Kauf des Ballons. Daraufhin erhielt Andrée finanzielle Unterstützung durch Vereine und Privatpersonen, unter denen sich auch König Oskar II. und Alfred Nobel befanden.
Auch in anderen Ländern wurde dem Projekt großes Interesse entgegengebracht. Sowohl europäische als auch amerikanische Zeitungen schrieben über die Expeditionspläne, und für die Leser wurde das Projekt ganz im populärwissenschaftlichen Geiste Jules Vernes ausgemalt. Die Vermutungen über den Verlauf der Expedition reichten von der Voraussage eines sicheren Todes bis zu der Versicherung, dass die Reise problemlos ablaufen werde, da ja Experten aus Paris und schwedische Wissenschaftler beteiligt seien.
Im Gefolge dieser Diskussionen kam auch die erste gut begründete Kritik in Schweden an. Da Andrée der erste schwedische Ballonfahrer war, gab es im Land niemanden, der genügend Wissen hatte, um Andrées Aussagen zu Schleppleinen und Auftriebskraft überprüfen zu können. In Frankreich und Deutschland gab es dagegen schon länger eine Ballonfahrertradition, daher kamen aus diesen Ländern die ersten skeptischen Äußerungen zu Andrées Methoden und Erfindungen. Doch auch diese konnten den Optimismus des Expeditionsleiters nicht dämpfen. Er leitete Verhandlungen mit dem bekannten Wasserstoffballonproduzenten Henri Lachambre aus Paris ein und bestellte einen Ballon aus dreilagiger chinesischer Seide, der einen Durchmesser von 20,5 Metern haben sollte. Ursprünglich erhielt der Ballon den Namen Le Pôle Nord (französisch für Nordpol), doch kurz vor dem Start wurde er in Örnen (schwedisch für „Adler“) umgetauft.
Eines der wissenschaftlichen Ziele der Reise war die kartografische Auswertung des überflogenen Gebietes mit Hilfe von Luftbildern, und deshalb entwickelte Andrée, der auch ein erfahrener Amateurfotograf war, mehrere neue Kameras.

## Erster Versuch von 1896

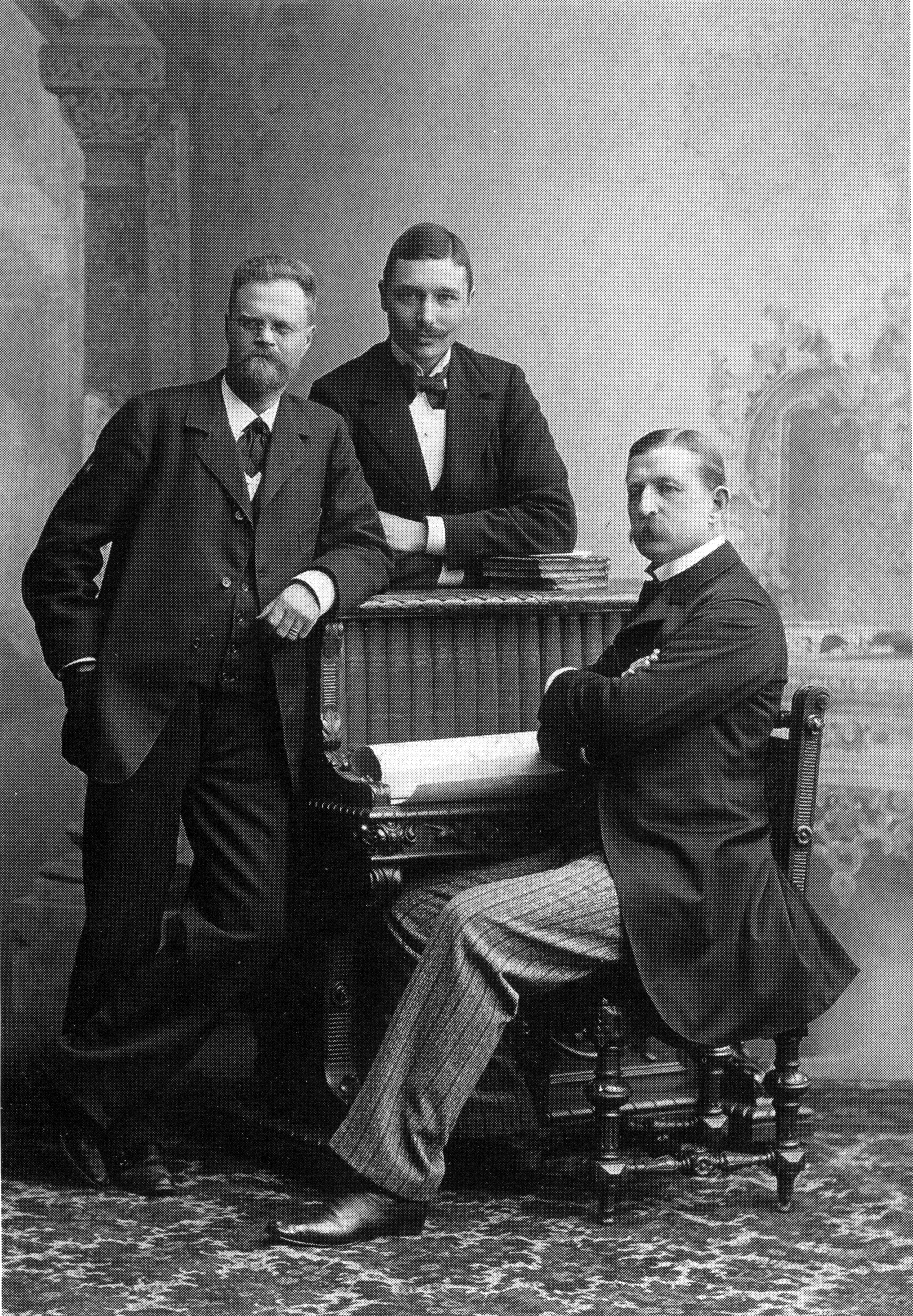
Die Teilnehmer des ersten Versuchs. Von links: N.G. Ekholm, N. Strindberg, S.A. Andrée

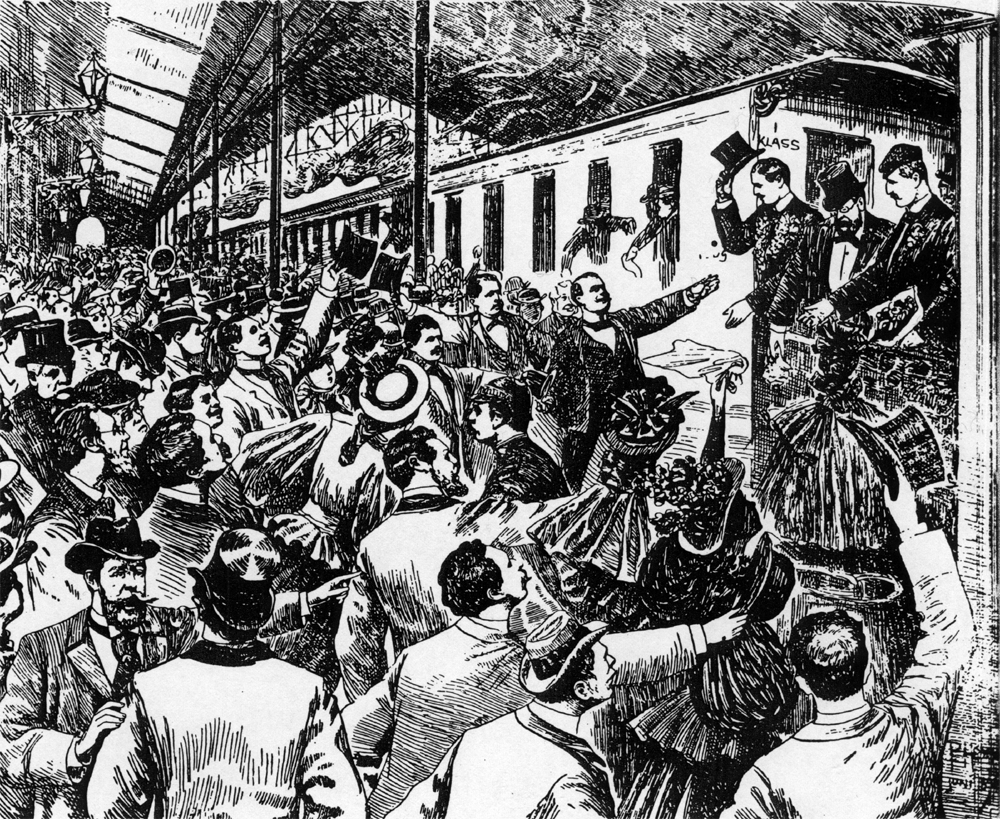
Eine Zeichnung aus der Zeitung Aftonbladet zeigt die Abfahrt der Teilnehmer des ersten Versuches vom Bahnhof Stockholm

Für die Expedition hatten sich viele Freiwillige gemeldet. Andrées Wahl fiel auf den Meteorologen Nils Gustaf Ekholm, der bei der geophysikalischen Expedition im Rahmen des Ersten Internationalen Polarjahrs 1882 Andrées Vorgesetzter gewesen war und so schon guten Einblick in die Gegebenheiten der Arktis hatte. Als dritter Mann wurde der Student Nils Strindberg ausgewählt, der sich mit Physik und Chemie beschäftigte und ein Neffe August Strindbergs war. Die Teilnehmer waren nicht aufgrund ihrer körperlichen Eigenschaften zusammengestellt worden und wurden auch nicht auf das Überleben unter extremen Verhältnissen trainiert: Alle drei arbeiteten vor der Reise für gewöhnlich in Gebäuden, und nur Strindberg war mit 24 Jahren noch relativ jung.
Am 7. Juni 1896 startete die Expedition in Göteborg mit dem Dampfer Virgo, und am 21. Juni erreichte man die Däneninsel (norwegisch Danskøya) im Nordwesten von Svalbard. Nach zweitägiger Erkundung der Gegend fand man einen geeigneten Platz für den Aufstieg und begann mit dem Bau eines Hangars, der den Ballon beherbergen sollte. Die weiteren Vorbereitungen benötigten mehrere Wochen, so dass der Ballon erst am 1. August startklar war. Der Wind blies jedoch kontinuierlich von Nord, und nachdem sich die Situation bis zum 16. August nicht geändert hatte, gab man das Unternehmen vorerst auf. Man ließ den Wasserstoff wieder ab und trat am 20. August die Heimreise an.
Heute ist bekannt, dass auf Danskøya meistens nördliche Winde vorherrschen, doch zu jener Zeit waren Aussagen über Windrichtungen und Niederschlagsmengen in der Arktis rein hypothetisch. Selbst Ekholm, der schon seit gewisser Zeit das polare Klima erforschte, ließ sich deshalb von Andrée überzeugen. Solange der Ballon noch gefüllt war, machte Ekholm Messungen über dessen Vermögen, den Wasserstoff zu halten, da er in dieser Beziehung skeptisch war. Nach diesen Messungen war Ekholm überzeugt davon, dass der Ballon zu viele Lecks hatte, die eine sichere Reise zum Nordpol unmöglich machten, von einer Weiterfahrt nach Russland oder Nordamerika ganz zu schweigen. Der größte Gasverlust entstand an den Nähten des Ballons mit den unzähligen winzigen Einstichlöchern, und weder Klebestreifen noch spezieller Kitt konnten ihrer Herr werden. Täglich verlor der Ballon Auftrieb, der etwa 68 Kilogramm entsprach. Unter Berücksichtigung der schweren Transportlast berechnete Ekholm, dass der Ballon maximal 17 Tage in der Luft bleiben würde. Als sich die Expedition für dieses Mal auf den Heimweg machte, teilte er Andrée mit, dass er nicht am Versuch des nächsten Jahres teilnehmen werde, solange nicht ein stärkerer und dichterer Ballon angeschafft werden würde. Andrée ignorierte die Kritik seines Kollegen.

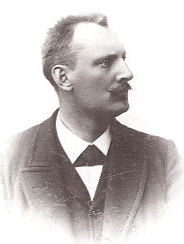
Knut Frænkel (1870–1897)

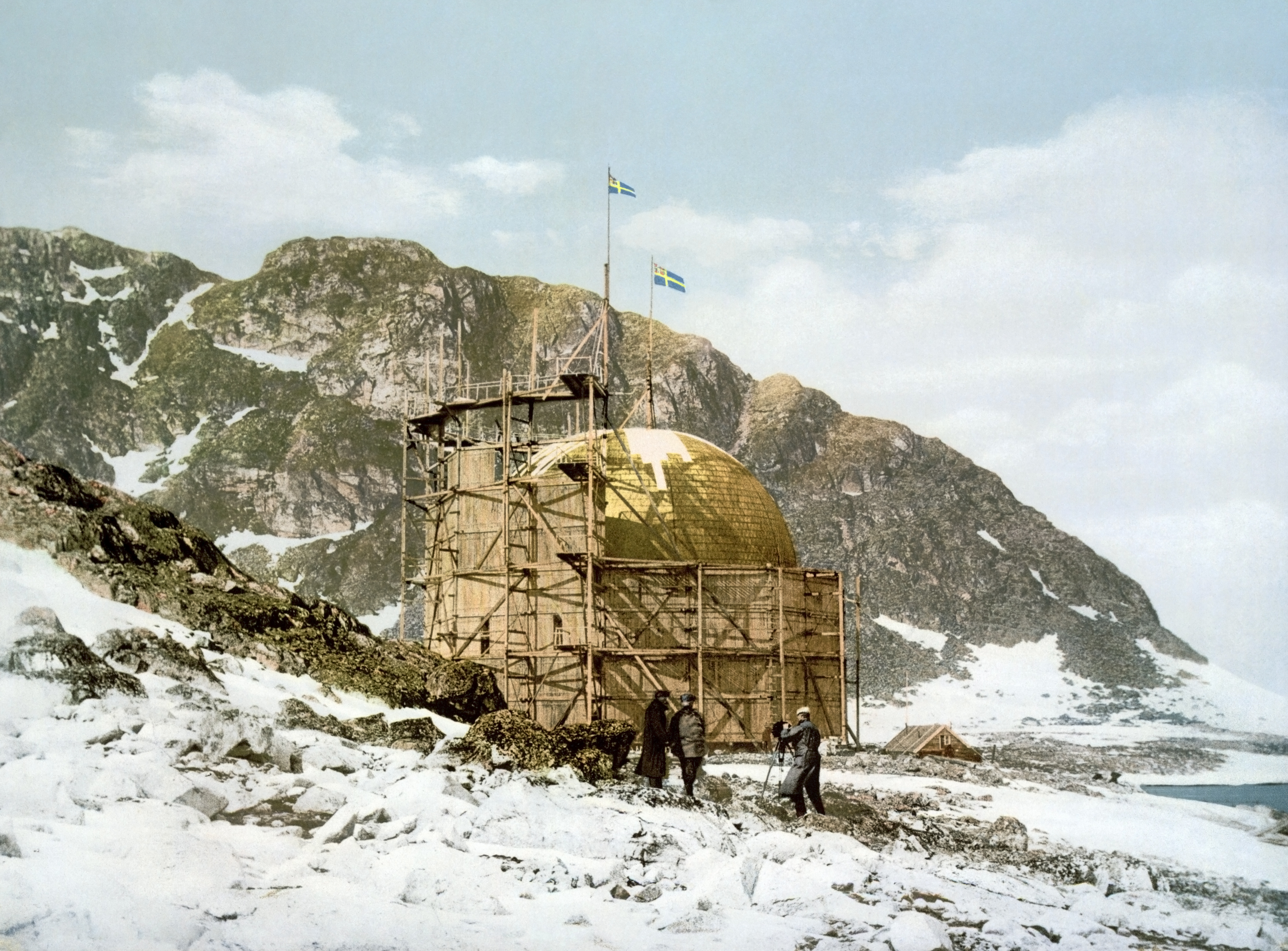
Der Ballonhangar auf Danskøya

Bei der Rückreise erfuhr Ekholm vom Chefingenieur für die Wasserstoffherstellung, dass einige merkwürdige Abweichungen in seinen Messreihen darauf beruhten, dass Andrée ab und zu heimliche Nachfüllungen angeordnet hatte. Die Gründe für dieses selbstzerstörerische Verhalten sind bis heute unbekannt. Manche modernen Kommentatoren der Expedition, wie der Autor des halbdokumentarischen Buches Ingenijör Andrées luftfärd (Ingenieur Andrées Luftfahrt), Per Olof Sundman, vermuteten, dass Andrée ein Opfer seiner erfolgreichen Propaganda- und Finanzierkampagne geworden war. Die Sponsoren und Medien verfolgten jede Verzögerung und jeden Rückschlag und verlangten Resultate. Die Expeditionsteilnehmer waren von jubelnden Volksmassen verabschiedet worden, und nun kehrten sie mit nicht mehr als einer langen Wartezeit im Gepäck heim. Etwa zur gleichen Zeit kehrte auch Nansen von seiner Fram-Expedition zurück, und der Kontrast hätte nicht größer sein können. Da die Fram bei ihrer Rückfahrt ohne Nansen an Bord einen Zwischenstopp auf Danskøya eingelegt hatte, kam es dort zu einer Begegnung zwischen ihrem Kapitän Otto Sverdrup und Andrée. Bei seiner eigenen Heimfahrt traf Andrée in Tromsø auch auf Nansen. Sundman stellte in seinem Roman die Theorie auf, dass Andrée es in dieser Situation nicht schaffte, der Öffentlichkeit mitzuteilen, dass die Windverhältnisse in der Arktis anders lagen, als er gehofft hatte, und dass er seinen Ballon falsch eingeschätzt hatte und somit einen neuen benötigte.
Als nun klar war, dass der ursprünglich geplante Aufstieg nicht stattgefunden hatte, war der Enthusiasmus in der Bevölkerung nicht mehr so groß, doch es gab noch genügend freiwillige Kandidaten. Andrée wählte den 27-jährigen Ingenieur Knut Frænkel als dritten Expeditionsteilnehmer für Nils Ekholm aus und verpflichtete zudem den Aeronauten Vilhelm Swedenborg, einen Schwiegersohn des Polarforschers Adolf Erik Nordenskiöld, als Ersatzmann. Frænkel kam aus Jämtland und war ein geübter Sportler und Gebirgswanderer, der sich stark für die Stelle des Meteorologen empfahl, jedoch nicht über vergleichbare Kenntnisse wie Ekholm verfügte. Aufgrund seines meteorologischen Tagebuches konnte man später die Strecke der Expedition und ihre letzten Monate recht genau nachvollziehen.

## Die Expedition von 1897

### Aufstieg, Fahrt und Landung

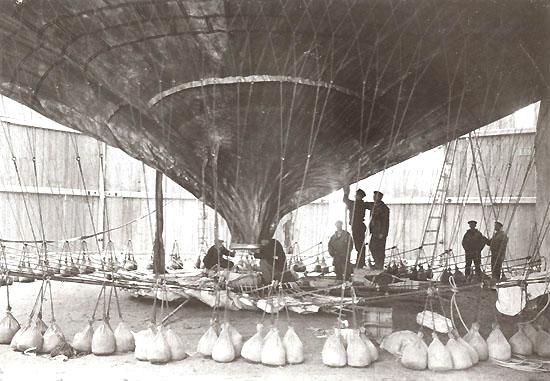
Die Örnen mit Sandsäcken, die den gefüllten Ballon am Boden halten

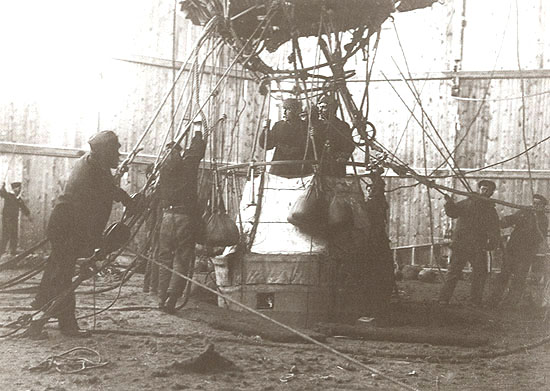
Die Besatzung des Ballons und das Bodenpersonal kurz vor dem Start zur Expedition von 1897

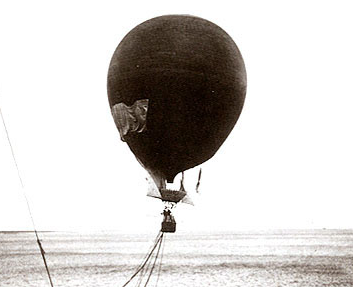
Die Örnen segelt nordwärts

Im folgenden Jahr brach die Expedition mit den beiden Schiffen HMS Svensksund und SS Virgo bereits am 18. Mai 1897 von Göteborg Richtung Däneninsel auf. Als sie dort am 30. Mai eintraf, fand sie den Hangar in gutem Zustand vor. Die Winde schienen eine günstigere Richtung eingeschlagen zu haben, und Andrée sah sich in der Position des Expeditionsleiters bestärkt, zumal der kritische Ekholm ersetzt worden war. Der Ballon wurde vier Wochen vorbereitet und war ab dem 1. Juli einsatzbereit. Am 11. Juli kam ein stetiger Wind aus Südwest, und so beschloss man nach einer gemeinsamen Besprechung den Start. Der obere Teil des Hangars wurde abgenommen, und die drei Entdeckungsreisenden stiegen in den Korb. Die Helfer der Expedition am Boden kappten die letzten Seile, und der Ballon stieg langsam auf. Das Abheben des Ballons wurde von dem deutschen Journalisten und Polarforscher Theodor Lerner fotografisch dokumentiert. Als sich der Ballon über Wasser befand, wurde er durch die Reibung der Schleppseile nach unten gezogen, so dass der Korb zeitweilig ins Meer eintauchte. Durch die Reibung kam es auch zu einer Verdrehung der Seile, was dazu führte, dass sie aus ihren Verschraubungen fielen. Dies beruhte auf einer Sicherungsanordnung, zu der sich Andrée nur recht widerwillig bereiterklärt hatte. In den ersten Minuten der Expedition gingen fast alle Schleppleinen verloren, was einem Gewicht von 530 Kilogramm entsprach. Gleichzeitig warfen die Expeditionsteilnehmer 210 Kilogramm Sand ab, um aus dem Wasser zu kommen. Kurz darauf stieg der Ballon auf eine Höhe von 700 Metern, was man nie geplant hatte. Eine Steuerung des Fahrzeugs war nun nicht mehr möglich, und gleichzeitig verlor der Ballon in dieser Höhe mehr Wasserstoff als gewünscht.
Um mit der Umwelt in Kontakt zu bleiben, hatte die Expedition 12 Bojen und 36 Brieftauben an Bord. Die Bojen bestanden aus Stahlzylindern, die in Kork eingeschlossen waren, und sollten nach dem Abwurf über Wasser oder Meereis mit Hilfe der Meeresströmungen zur Zivilisation zurückkehren. Zwei dieser Bojen wurden Jahre später mit Nachrichten wiedergefunden (die eine am 14. Mai 1899 auf Island, die andere am 27. August 1900 in der norwegischen Provinz Finnmark) und stammten von einem Zeitpunkt nur wenige Stunden nach der Abfahrt. Die Brieftauben kamen aus dem nördlichen Norwegen, wo sie von der Zeitung Aftonbladet für die Expedition gekauft worden waren. Man hoffte darauf, dass sie in ihre Heimat zurückfinden würden, und gab ihnen deshalb einen Vordruck auf Norwegisch mit, der darum bat, den Brief nach Stockholm weiterzuleiten. Andrée ließ mehrere dieser Tauben frei, von denen keine das Festland erreichte. Eine jedoch landete nach zweitägigem Flug auf dem norwegischen Robbenfangschiff Alken und wurde geschossen. Die mitgeführte Nachricht stammte vom 13. Juli und hatte außer den Angaben über Position und Fahrtrichtung den Text Gute Fahrt. An Bord alles wohl. In keiner der gefundenen Mitteilungen wurde über das Unglück beim Start berichtet oder eine sorgenvolle Lage an Bord erwähnt. Aus Andrées Tagebuch geht jedoch deutlich hervor, wie unausgeglichen die Luftreise verlief.
Im Laufe der Fahrt war der Örnen durch Sprühregen und Nebel feucht und schwer geworden, und der gesamte Sand sowie ein Teil der Ausrüstung wurden über Bord geworfen, um ihn in der Luft zu halten. Der Wind drehte während der Fahrt mehrfach und flaute gelegentlich auch ganz ab. Der Ballon war ohne Kontakt zum Boden 10 Stunden und 20 Minuten unterwegs. Danach folgte eine 55-stündige, holprige Reise in unterschiedliche Richtungen und mit vielen Bodenberührungen, bis der zunehmend vereiste Ballon ganz zum Stehen kam und man den Abbruch der Fahrt beschloss. Der Ballon war am 11. Juli um 13:50 Uhr GMT gestartet und landete am 14. Juli um 07:30 Uhr GMT, das sind 65:40 Stunden, in denen laut Andrées Tagebuchaufzeichnungen die Reisenden kaum zum Schlafen kamen. Da die Landung kontrolliert durchgeführt wurde, waren alle an Bord unverletzt geblieben, auch die Tauben in ihren Weidenkörben. Die Ausrüstung, inklusive der empfindlichen optischen Instrumente Strindbergs, hatte ebenfalls keinen Schaden davongetragen. Insgesamt waren die Polarforscher bis auf 82° 56′ nördliche Breite gekommen, was etwa einem Drittel der Strecke zum Nordpol entsprach.

### Zu Fuß auf dem Eis

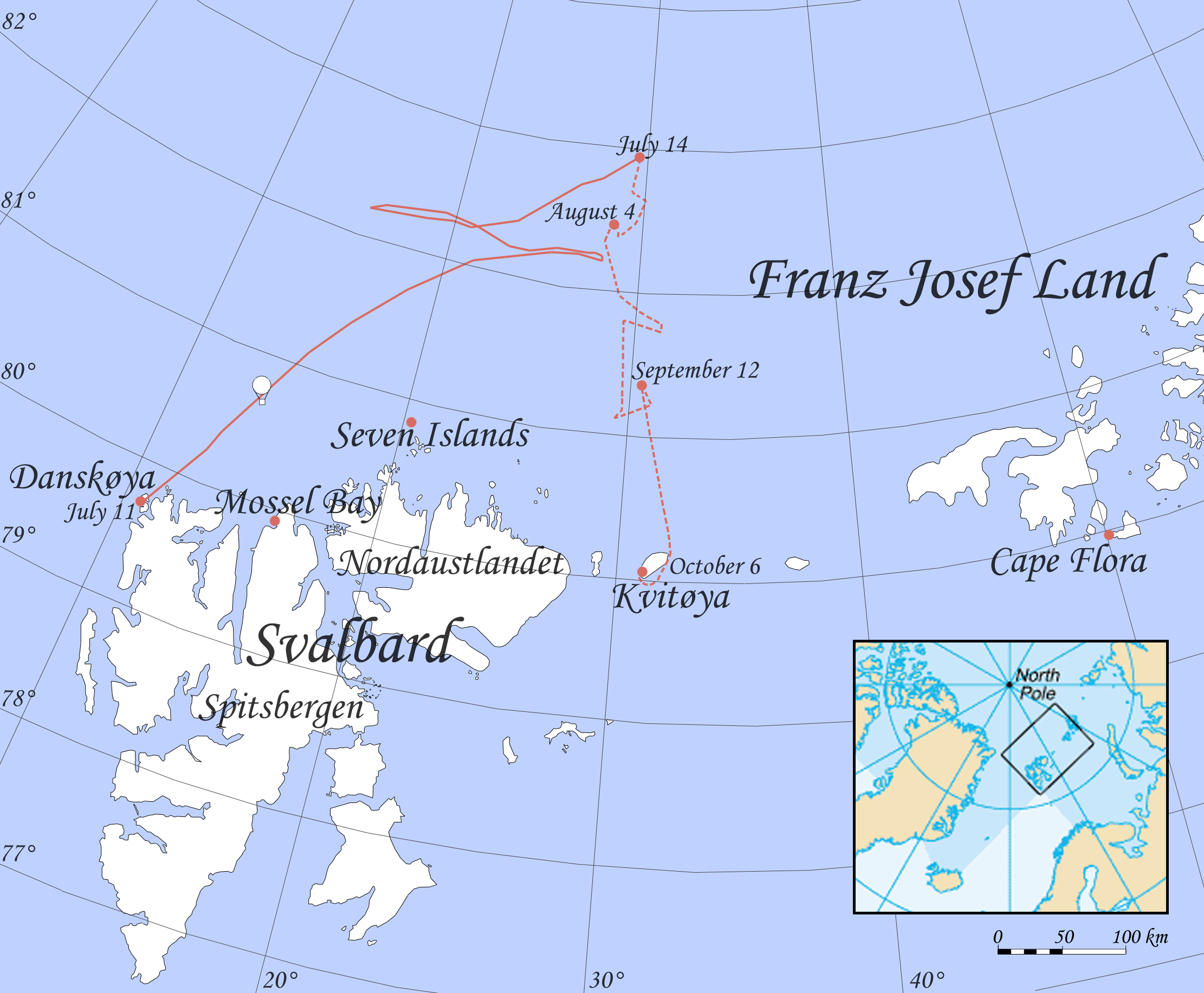
Karte über die Strecke der Expedition. Von der Däneninsel (Danskøya) nach Norden mit dem Ballon und danach zu Fuß nach Süden bis zur Weißen Insel (Kvitøya).

Frænkel und Strindberg mit dem ersten erlegten Eisbären der Expedition

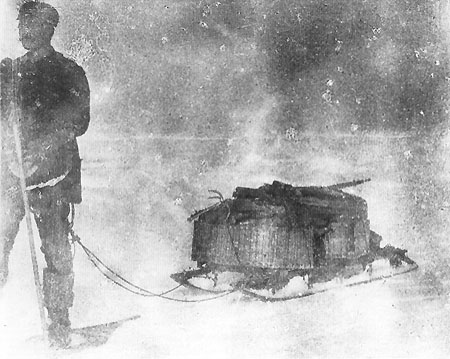
Strindberg auf Schneeschuhen mit einem schwer beladenen Schlitten

Bevor die drei Männer ihren Fußmarsch begannen, verbrachten sie eine Woche in einem Zelt beim unbenutzbaren Ballon mit Vorbereitungen und besprachen, wohin die weitere Reise gehen sollte. Der noch etwa 800 Kilometer entfernte Nordpol wurde dabei nie als mögliches Ziel ins Auge gefasst. Der Umstand, dass die große Polboje, die ursprünglich über dem Nordpol abgeworfen werden sollte, schon während der Fahrt als Ballast über Bord gegangen war (sie wurde am 11. September 1899 an der Nordküste der zu König-Karl-Land gehörenden Insel Kongsøya im Osten von Spitzbergen entdeckt), lässt darauf schließen, dass man vom eigentlichen Vorhaben bereits vorher abgerückt war. Zur Diskussion standen zwei Vorratslager mit Essen und Munition, die als Absicherung für die Expedition angelegt worden waren. Das erste befand sich am Kap Flora auf Franz-Joseph-Land und das zweite auf der zu Svalbard gehörenden kleinen Inselgruppe Sjuøyane (siehe Karte). Da die Karten über das Gebiet zu dieser Zeit noch sehr mangelhaft waren, glaubten die Reisenden, dass sie von den Depots etwa gleich weit entfernt waren. So entschlossen sie sich für Kap Flora, wo mehr Vorräte lagerten. Bis dorthin mussten sie circa 350 Kilometer zurücklegen, die Sjuøyane waren etwa 320 Kilometer entfernt.
Vor dem Aufbruch debattierten die Expeditionsteilnehmer darüber, was und wie viel sie mitnehmen sollten. In einem Verschlag oberhalb des Ballonkorbs war eine Menge Hilfsausrüstung für Notfälle verstaut worden. Dazu zählten Gewehre, ein Zelt, Schneeschuhe, Schlitten und ein zusammenmontierbares Bootgerüst, das mit der Seide des Ballons bespannt werden konnte. Diese Gegenstände waren nicht besonders sorgfältig ausgewählt worden, und man hatte auch nicht ausreichend studiert, was die einheimische Bevölkerung bei diesen extremen Verhältnissen benutzte. Darin unterschied sich Andrée nicht nur von den späteren, sondern auch von vielen früheren Entdeckungsreisenden. Sven Lundström weist in seinem Buch Vår position är ej synnerligen god… (Unsere Position ist nicht besonders gut…) darauf hin, dass die von Andrée entworfenen Schlitten außerordentlich unpraktisch für das schwierige Gelände mit seinen Rinnen und unzähligen Eisschollen waren, die zu Barrikaden aufgetürmt oder von überfrorenen Wassertümpeln und matschigen Eisflächen gesäumt waren. Da man sich nicht an den leichten Schlitten der Eskimos orientiert hatte, wurde die Fahrt erheblich schwieriger als notwendig. Auch die Kleidung war ungeeignet. Sie bestand nicht aus Pelzen, sondern aus Wollmänteln, Strickjacken, Flanellhemden und Hosen mit Regenschutz. Trotz dieses Schutzes war die Kleidung aufgrund der vielen Wassertümpel und der typisch neblig-feuchten arktischen Sommerluft immer nass oder klamm. Das Trocknen der Sachen war ebenfalls ein problematisches Unterfangen, und die beste Methode war noch, sie weiterhin zu tragen und mit der eigenen Körperwärme zu trocknen.
In der ersten Woche fotografierte Strindberg mehr als auf der übrigen Reise. Unter anderem machte er zwölf Bilder, die zu einem geschlossenen Panorama rund um den Landeplatz zusammengefügt werden konnten. Aber auch später hielt Strindberg das tägliche Leben der kleinen Gesellschaft mit den ständigen latenten Gefahren und dem mühsamen Vorwärtskommen fest. In den folgenden drei Monaten auf dem Eis schoss er mit seiner sieben Kilogramm schweren Kamera etwa 200 Fotos. Andrée und Frænkel dokumentierten sorgfältig die Erlebnisse der Expedition und die geografischen Positionen, Andrée sehr ausführlich und anschaulich in seinem Tagebuch und Frænkel in seinem meteorologischen Bericht. Strindberg führte ein mehr persönliches Tagebuch im stenografischen Stil, wo er seine Reflexionen über die Reise und zahlreiche Mitteilungen an seine Verlobte Anna Charlier festhielt.

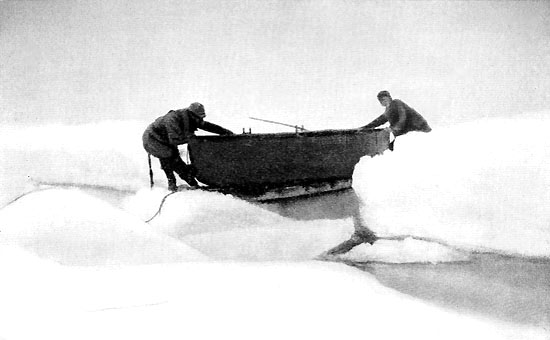
Querung einer Wasserrinne mit dem mitgeführten Boot

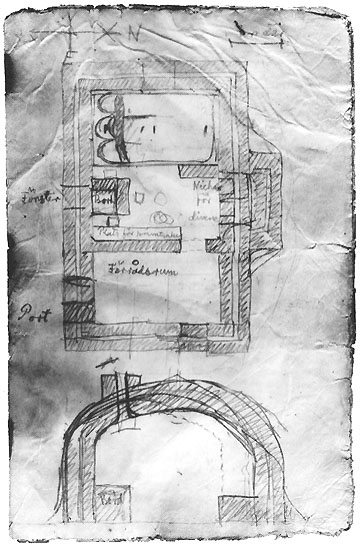
Strindbergs Planungsskizze für ein Winterhaus auf dem Meereis, das nur wenige Tage benutzt werden konnte. Es war eingeteilt in einen Schlafraum mit Schlafsäcken (auch Schnittdarstellung), einen Raum mit Tisch und eine Vorratskammer.

An Bord der Örnen gab es einen größeren Essensvorrat, doch dieser war eher für eine Ballonfahrt als für einen Fußmarsch geeignet. Andrée hatte überlegt, einen Teil des Sandballastes durch Nahrung zu ersetzen, die man auch über Bord werfen könnte, wenn der Ballon leichter werden sollte. Andernfalls würde bei einer Überwinterung Nahrung gebraucht. So befanden sich zusammen 767 Kilogramm Nahrungsmittel an Bord, wobei allein 200 Kilogramm auf Trinkwasser, einige Kisten Sekt, Portwein, Bier und ähnliche Getränke entfielen, die von Sponsoren und den Herstellern mitgegeben worden waren. Es gab auch Zitronensaft zum Schutz gegen Skorbut, wenn auch in geringerer Menge, als andere Polarforscher für notwendig ansahen. Große Teile der Nahrung waren Konserven, wie Pemmikan und andere Fleischprodukte oder Käse und Kondensmilch.
Ein Teil der Nahrung war schon abgeworfen worden. Von dem, was übrig war, nahmen die Männer große Mengen mit, als sie die Landungsstelle am 22. Juli verließen. Jeder Schlitten war mit etwa 200 Kilogramm Last beladen. Dieses Gewicht war zu groß, da die Schlitten so zu zerbrechen drohten und die Männer, die sie zogen, zu sehr erschöpft wurden. Nach einer Woche ließen die Expeditionsmitglieder einen Haufen mit Nahrung, Küchenausrüstung und anderen Dingen zurück, die nicht für notwendig angesehen wurden, so dass die Schlitten nur noch 130 Kilogramm wogen. Nun wurde es jedoch notwendig, dass die Reisenden jagten, um sich mit Essen zu versorgen. Im weiteren Verlauf des Marsches schossen sie hauptsächlich Eisbären, aber auch Walrosse und andere Robben.
Man merkte schnell, dass der Kampf gegen die zwei Meter hohen Eiswälle die Gruppe nicht entscheidend in Richtung Ziel brachte, denn das Eis trieb in die entgegengesetzte Richtung. So entschlossen sie sich am 4. August nach einer langen Diskussion für eine Richtungsänderung, hin zu den südwestlich gelegenen Seven Islands. Mit der Strömung hofften sie, nach etwa 6 bis 7 Wochen Wanderung am Ziel zu sein. Der Untergrund war in diese Richtung zeitweilig besonders schwer, und sie mussten manchmal auf allen vieren kriechen oder längere Umwege einschlagen. Andererseits gab es auch leichtere Passagen mit größeren flachen Schollen oder Gebieten offenen Wassers, wo die Gruppe ihr Boot als sicheres Fortbewegungsmittel benutzen konnte. Das Paradies, schrieb Andrée am 6. August. „Große glatte Eisschollen mit Süßwasserpfützen voll Saftwasser und dann und wann ein junger Eisbär mit zartem Fleisch.“ Nun kamen sie nennenswert vorwärts, doch schon bald darauf drehten Wind und Eisdrift, und sie trieben wieder zurück. In den folgenden Wochen hatte der Wind eine südwestliche oder nordwestliche Richtung, was sie dadurch zu kompensieren versuchten, dass sie direkt westwärts wanderten. Andrée vermerkte in seinem Tagebuch immer häufiger die äußerst beschwerlichen Bedingungen, und langsam wurde es offensichtlich, dass Seven Island nicht erreicht werden konnte.
Als die Temperaturen zu sinken begannen und erste Schneestürme auftraten, erkannten die Teilnehmer am 12. September, dass eine Überwinterung auf dem Eis notwendig werden würde. Sie errichteten ein Lager auf einer großen Eisscholle und ließen sich mit der Strömung treiben, ohne auf den Kurs Einfluss zu nehmen. Sie trieben südwärts in Richtung Weiße Insel (Kvitøya), die sie am 15. September erstmals sichteten, und bauten gegen die Kälte ein von Strindberg entworfenes Winterhaus aus Schnee, dessen Wände mit vereistem Wasser gehärtet waren. Als Andrée sah, wie schnell sie nach Süden trieben, schrieb er seine Hoffnung nieder, dass sie ausreichend weit kommen würden, um sich ausschließlich vom Meer ernähren zu können. Am 2. Oktober begann die Eisscholle, die gegen die Weiße Insel gepresst wurde, direkt unter der fast fertiggestellten Hütte zu zerbrechen. Die Expeditionsteilnehmer zogen mit ihren Habseligkeiten auf die Insel, was drei Tage in Anspruch nahm. Kurz darauf schrieb Andrée eine Bemerkung in sein Haupttagebuch, die als letzter Teil der zusammenhängenden Notizen in diesem Heft betrachtet werden kann. „Niemand hat den Mut verloren. Mit solchen Kameraden kann man durchhalten, mag kommen, was da will.“
Nach dem Umzug auf die Insel nahmen die Expeditionsteilnehmer in den darauffolgenden Tagen nur noch wenige Aufzeichnungen vor. Bei Andrées Leiche wurde in der linken Brusttasche seines Mantels ein Notizbuch mit seinen letzten Berichten gefunden, in dem die fünf beschriebenen Seiten allerdings schwer beschädigt und weitestgehend unleserlich waren. Es ergaben sich immerhin Hinweise darauf, dass der offenbar ab dem 6. oder 7. Oktober geplante Bau einer neuen Behausung wohl aufgrund der schlechten Wetterlage nicht mehr durchgeführt werden konnte. Auch Frænkels Eintragungen in das Wettertagebuch und Strindbergs Notizen endeten kurz zuvor oder bald darauf. Es ist also zu vermuten, dass die drei bereits einige Tage nach ihrer Ankunft auf der Insel starben. Das nahende Ende wurde von keinem der Männer genauer beschrieben.

### Mögliche Todesursachen
Die genaue Todesursache hätte am besten geklärt werden können, wenn die Leichen nicht nur oberflächlich untersucht worden wären, doch die Körper wurden nach dem Auffinden 33 Jahre später direkt nach Stockholm gebracht und ohne Obduktion kremiert. Die Frage über die Todesursache weckte großes Interesse bei Historikern und Medizinern. So wurden die Tagebücher der Teilnehmer gründlich gelesen, um Hinweise in der Beschreibung der Nahrung oder in den Symptomen, die die Reisenden an sich feststellten, zu finden. Auch die Schilderungen des Sterbeortes und der Auffindesituation wurden untersucht. Daraus wurde die Erkenntnis gewonnen, dass Andrée, Frænkel und Strindberg meist nur geringe Portionen von den Konserven und den getrockneten Waren zu sich nahmen, die sie im Ballon mitgeführt hatten. Sie ernährten sich überwiegend von halbrohem Eisbär- oder Robbenfleisch. Sie hatten oft schmerzende Füße, wunde Stellen und Durchfall und waren meistens müde, durchnässt und froren. Bei ihrem letzten Lager auf der Weißen Insel ließen sie einen Teil ihrer Ausrüstung auf einem der Schlitten vor dem Zelt, was darauf hindeutet, dass sie zu erschöpft, zu krank oder zu schicksalsergeben waren, um diese Gegenstände besser in Schutz zu bringen. Strindberg starb wahrscheinlich zuerst, denn er wurde in einer Felsspalte beigesetzt und mit Steinen bedeckt aufgefunden. Frænkel lag auf dem Boden und war offenbar im Zelt verstorben. Andrées Überreste wurden auf einem kleinen Felsabsatz direkt oberhalb des Zeltes entdeckt.
Die bekannteste und am meisten verbreitete Hypothese ist die des Arztes Ernst Tryde, die er 1952 in seinem Buch De döda från Vitön (Die Toten der Weißen Insel) aufstellte, nachdem die Fleischüberreste der Expedition untersucht worden waren. Er ging davon aus, dass die Männer wahrscheinlich von Fadenwürmern befallen wurden, nachdem sie mit Trichinen infiziertes Eisbärfleisch gegessen hatten. In Eisbärkadavern beim Lagerplatz fand man Larven der Art Trichinella spiralis, und mehrere Kommentatoren glauben an diese Erklärung. Kritiker dieser These attestieren wiederum, dass das Symptom des Durchfalls, auf dessen Vorhandensein sich Trydes Theorie am meisten beruft, einfach eine Reaktion auf schlechtes Essen und einen angeschlagenen körperlichen Zustand sein kann, wogegen andere spezifische Symptome für einen Fadenwurmbefall fehlen. Außerdem hatten sich Fridtjof Nansen und sein Begleiter Fredrik Hjalmar Johansen 15 Monate in der gleichen Gegend von Eisbärfleisch ernährt, ohne auf ähnliche Probleme zu treffen.
Eine andere Erklärung war die Vergiftung mit Vitamin A aus Eisbärleber, doch Andrées Tagebücher zeigen, dass die Expedition über diese Gefahr informiert war und deshalb die Leber liegen ließ. Die Theorie über eine Kohlenmonoxidvergiftung hat wenige Anhänger, da der Primuskocher der Gruppe ausgeschaltet vorgefunden wurde. Andere Erklärungen reichen von Bleivergiftung durch Konservendosen über Skorbut, Botulismus, Suizid mit Hilfe des mitgeführten Morphiums, Erfrieren, Überfall von Eisbären bis zu Flüssigkeitsmangel in Kombination mit allgemeiner Ermattung und Apathie. Rolf Kjellström glaubt in seinem Buch Andrée-expeditionen och dess undergång: tolkning nu och då (Die Andrée-Expedition und ihr Untergang: Deutungen heute und früher) mehr an die letztgenannte Variante und weist darauf hin, in welchem Zustand die Gruppe gewesen sein muss, als sie gezwungen war, ihr Winterquartier auf der Eisscholle zu räumen, um auf die vergletscherte Insel zu ziehen. Kjellström gab an, dass es weniger verwunderlich ist, dass sie starben, sondern vielmehr, dass sie so lange aushielten.
Die schwedische Ärztin und Autorin Bea Uusma, die sich mehr als ein Jahrzehnt intensiv mit den Details der Expedition beschäftigt hat und dabei auch Originalstücke untersuchen konnte, hielt in ihrem 2013 veröffentlichten Buch Expeditionen: min kärlekshistoria (Die Expedition: Eine Liebesgeschichte) den Trichinenbefall als Todesursache für unwahrscheinlich, zumal die Letalitätsrate in solchen Fällen generell recht niedrig ist. Beschädigungen an Strindbergs Kleidung deuteten nach ihrer Ansicht eher darauf hin, dass zumindest dieser beim Angriff eines Eisbären ums Leben gekommen sein könnte. Bei Andrée und Frænkel konnte sie zu diesem Zeitpunkt keine genauere Eingrenzung vornehmen.

## Spekulationen in der Öffentlichkeit und Auffindung

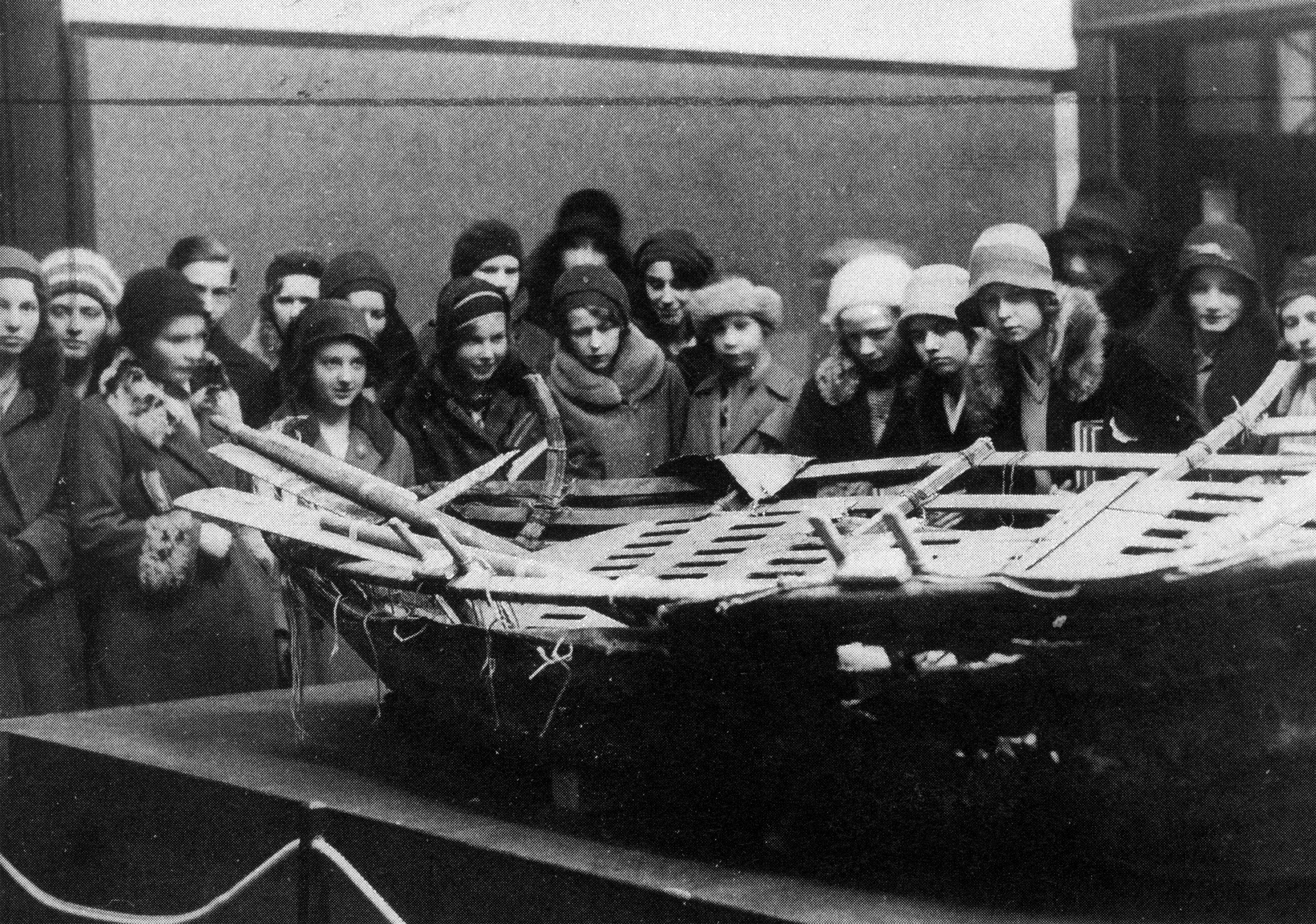
Schulkinder betrachten 1930 in einem Ausstellungsgebäude (Liljevalchs Konsthall) in Stockholm die Funde von Kvitøya

In den 33 Jahren nach dem Verschwinden der Expedition gehörte diese in Schweden und anderen Ländern zur kulturellen Mythenwelt. Einige Jahre wurde aktiv nach ihr gesucht, unter anderem im Zuge der Reisen des schwedischen Polarforschers Alfred Gabriel Nathorst. Doch auch nachdem diese Aktivitäten allmählich erlahmten, gab es ständig Gerüchte und Vermutungen mit regelmäßigen Berichten in internationalen Zeitungen über mögliche Spuren der Vermissten. Eine größere Sammlung von US-amerikanischen Zeitungsausschnitten der Jahre 1896 bis 1899, die unter dem Titel Mystery of Andree („Das Andrée-Mysterium“) veröffentlicht wurde, zeigt, dass das Medieninteresse nach dem Verschwinden der Expedition noch größer war als vor der Abreise. Die Vermutungen über das Schicksal Andrées und seiner Gefährten waren vielfältig und gründeten sich auf Berichte über Funde eines Gebildes, das einem Ballonkorb ähnelte, oder auch angeblich aufgetauchter Ballonseide. Es gab Geschichten über Menschen, die vom Himmel fielen, und Wahrsager, die den gestrandeten Ballon weitab von der Stelle, an der er sich tatsächlich befunden hatte, gesehen haben wollten. Lundström schreibt, dass ein Teil der Berichte modernen Sagen glichen und den fehlenden Respekt vor den Ureinwohnern der Arktis widerspiegelten. Diese wurden oft als Wilde geschildert, welche die drei Männer ermordet haben sollten oder sie zumindest ihrem Schicksal überlassen hätten. 1930 hatten alle Spekulationen ein Ende, als die Besatzung des norwegischen Robbenfängers MS Bratvaag das letzte Lager der Verschollenen entdeckte.
Die Bratvaag kam von Ålesund und war am 5. August 1930 in der Nähe von Kvitøya auf Jagd. Das Schiff hatte auch eine wissenschaftliche Expedition unter Leitung von Gunnar Horn an Bord, welche die Gletscher und Seen des Schärengartens von Svalbard erkunden sollte. Die Robben- und Walfangschiffe dieser Zeit erreichten normalerweise nicht die Weiße Insel, da sie meist von einem breiten Band Meereis umgeben war und auch oft im Nebel versteckt lag. Der Sommer 1930 war jedoch ungewöhnlich warm, und das umliegende Meer war so gut wie eisfrei. Kvitøya war bekannt als gutes Jagdrevier auf Walrosse, und da der Nebel erstaunlich dünn war, nutzte ein Teil der Besatzung der Bratvaag die Gelegenheit, um auf der sogenannten „unerreichbaren Insel“ an Land zu gehen. Zwei der Robbenfänger, Olav Salen und Karl Tusvik, die auf der Suche nach Trinkwasser waren, stießen dabei auf Andrées Boot. Dieses war auf einem der Schlitten unter einem Schneeberg eingefroren und voll mit Ausrüstung, darunter ein Bootshaken mit der Inschrift „Andrées polarexpedition, 1896“. Als dem Kapitän des Schiffes, Peder Eliassen, dieser Haken gezeigt wurde, ordnete er an, dass die Besatzung und die Wissenschaftler an Bord den Platz durchsuchen sollten. Neben unzähligen Ausrüstungsgegenständen und Kleidungsstücken fand man unter anderem einen Teil der Tagebücher und zwei Skelette, die anhand von Monogrammen auf der Kleidung als die von Andrée und Strindberg identifiziert wurden. Das Schiff verließ die Insel, um die Jagd und die Erforschung des Eises fortzusetzen. Sie wollten später noch einmal zurückkommen, da sie hofften, dass das Eis weiter schmelzen und weitere Fundstücke zu Tage treten würden. Außerdem wurden Mitteilungen über die Entdeckungen auf Kvitøya an die Presse und die norwegischen Behörden gemeldet. Als sie am 26. August zur Insel zurückkehrten, war die See jedoch für einen Landgang zu rau.
Weitere Funde wurden vom norwegischen Robbenfängerschiff MS Isbjørn gemacht, das aus Tromsø kam und von Journalisten gemietet worden war, die die Bratvaag einholen wollten. Nachdem es ihnen nicht geglückt war, das erste Interview mit der Besatzung der Bratvaag zu führen, entschlossen sie sich dazu, einen Landgang auf Kvitøya zu versuchen. Sie erreichten die Insel am 5. September und stellten fest, dass das Eis weiter abgenommen hatte und weitere Funde möglich waren. Unter den Entdeckungen befand sich Frænkels so gut wie vollständig erhaltener Oberkörper und Reste des Unterleibes sowie weitere Schriftstücke und eine Bleischachtel mit Strindbergs Filmen und Karten.
Die Bratvaag lief am 2. September in den Hafen von Tromsø ein, die Isbjørn am 16. September. Dort wurden die Funde einer wissenschaftlichen Kommission übergeben, die den Regierungen Schwedens und Norwegens unterstand. Die drei Leichen wurden am 19. September an Bord der Svensksund gebracht und nach Stockholm überführt, wo sie am 5. Oktober eintrafen. Die Särge wurden noch am selben Tag unter großer Anteilnahme durch die Stadt zum Stockholmer Dom Storkyrkan geführt, wo die Trauerfeier stattfand. Am 9. Oktober wurden Andrée, Frænkel und Strindberg eingeäschert und in einem gemeinsamen Grab auf dem Norra begravningsplatsen bestattet.

## Die Expedition in den Augen der Nachwelt

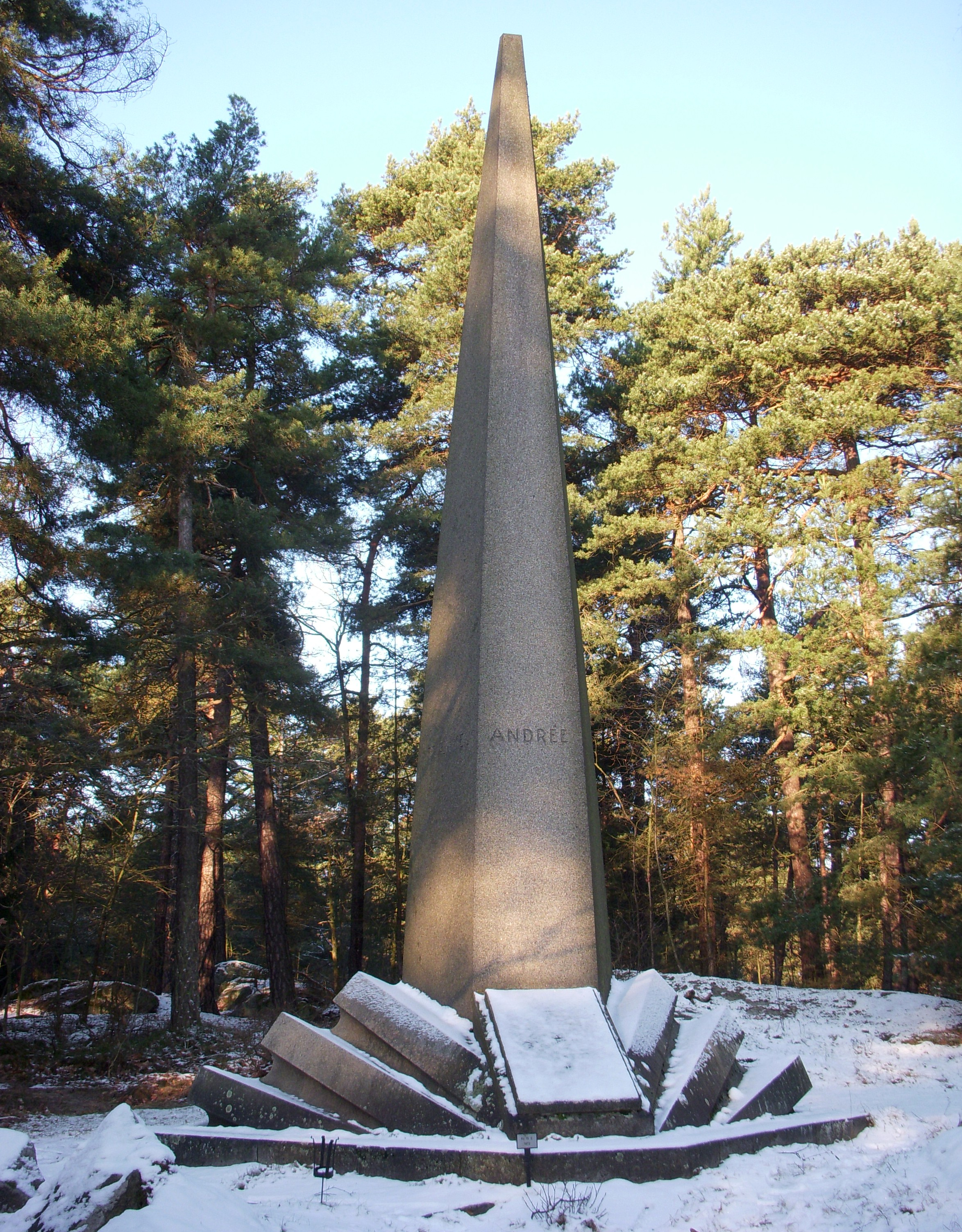
Die letzte Ruhestätte der Expeditionsmitglieder auf dem Norra begravningsplatsen

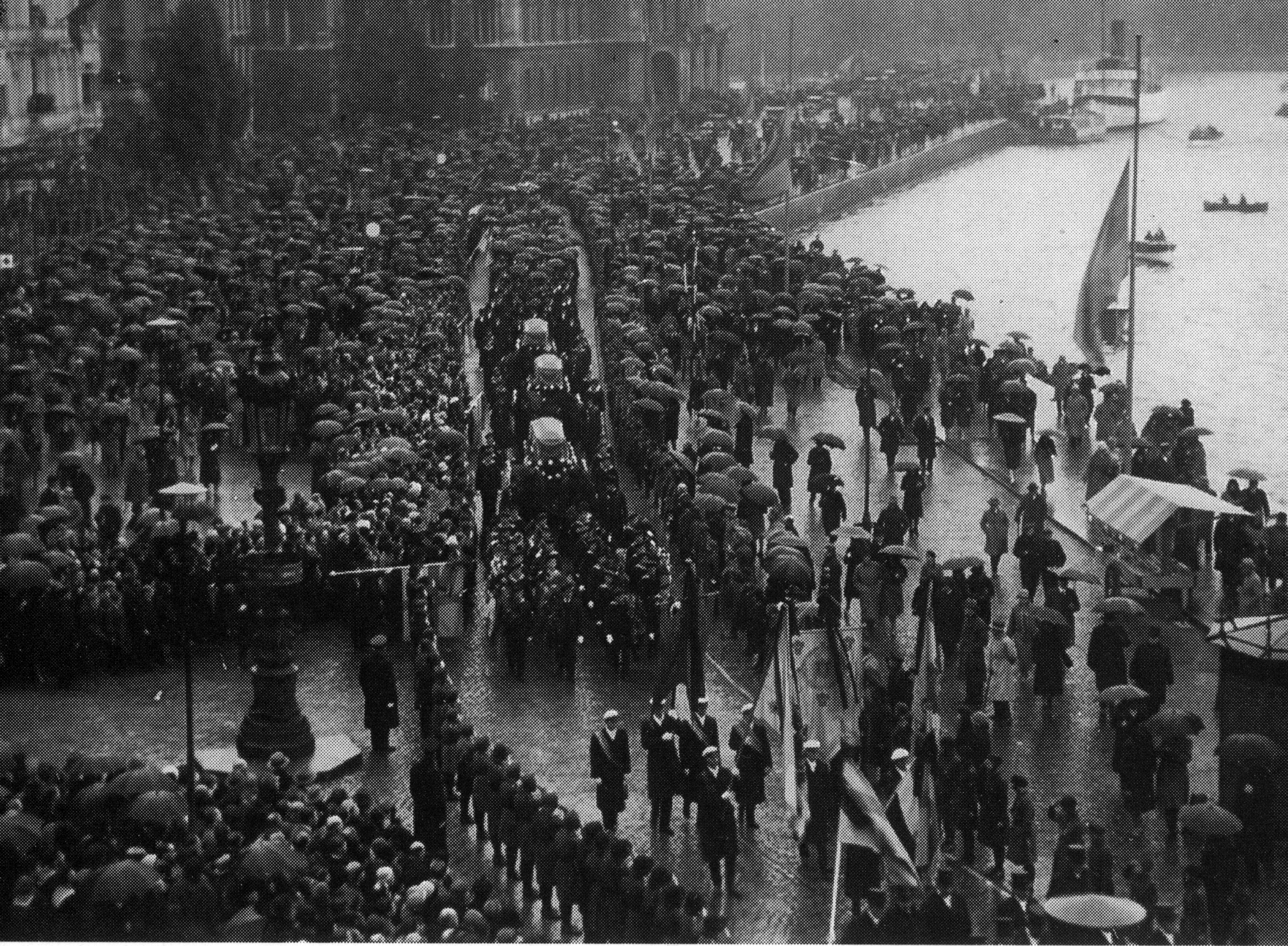
Die drei Leichen wurden wie bei einem Staatsbegräbnis vom Schiff durch das Zentrum von Stockholm geführt, Zeitungsbild vom 5. Oktober 1930

In der Zeit, als sich die Expedition auf den Weg machte, nährte das gewagte Projekt Andrées den nationalen Stolz Schwedens. Man träumte davon, dass das Land eine führende Position in der Erforschung der Arktis einnehmen könnte. Andrée wurde im Allgemeinen als „Ingenieur Andrée“ bezeichnet, was den hohen Stellenwert von Ingenieuren widerspiegelte, die als Repräsentanten für eine soziale Verbesserung durch wissenschaftlichen Erfolg dargestellt wurden. Die Entdeckungsreisenden wurden, als sie abfuhren, von der ganzen Nation geehrt und wiederum betrauert, als sie verschwanden. Nach der Auffindung ihrer Leichen wurden sie als selbstlose Opfer des wissenschaftlichen Fortschritts und für ihren Heldenmut beim drei Monate langen Überlebenskampf geehrt. Der Historiker Sverker Sörlin war der Überzeugung, dass die Heimkehr der Körper eine der feierlichsten und großartigsten Zeremonien nationaler Trauer in Schweden gewesen sein muss, die wahrscheinlich nur mit der Trauer um die Opfer der Estonia-Katastrophe von 1994 vergleichbar sei.
In neuerer Zeit wurden Andrées heroische Motive immer mehr in Frage gestellt. Eine erste Zusammenfassung machte Per Olof Sundman 1967 in seinem halbdokumentarischen Roman Ingenjör Andrées luftfärd, wo er Andrée als Opfer der hohen Anforderungen von den Medien und des wissenschaftlichen beziehungsweise politischen Establishments Schwedens darstellte, der mehr durch seine Angst als durch seinen Mut angetrieben wurde. Sundmans Schilderung der Personen dieses Dramas als blinde Flecke in der schwedischen Nationalkultur und die Rolle der Presse wurden später von Jan Troell in seinem Film Der Flug des Adlers (1982), der eine Oscar-Nominierung in der Kategorie bester fremdsprachiger Film erhielt, und seiner Dokumentation Ballonfahrt in den Tod (1997) weitergeführt. Sundman und Troell verwiesen in ihren Werken auf einen Tagebucheintrag von Andrée, den sie als wichtige Schlüsselstelle bei der Beurteilung seiner eigenen Motivation und Gesinnung erachteten. Beide stellten dabei in Frage, dass seine an sich persönliche, doch in der Wir-Form verfasste Einschätzung von seinen zwei Begleitern gleichermaßen geteilt wurde. Andrée schrieb am Abend des 12. Juli 1897, also am zweiten Tag der Ballonfahrt: „Es ist doch recht sonderbar, hier über dem Polarmeer zu schweben. Wir sind nun die ersten, die hier im Ballon umherfliegen. Wann es uns wohl jemand nachtun wird? Werden uns die Menschen für verrückt halten oder unserem Beispiel folgen? Ich kann nicht leugnen, dass uns alle drei ein Gefühl des Stolzes beherrscht. Wir finden, dass wir getrost sterben können, nachdem wir das geleistet haben.“
Im Bezug auf die Rolle Nils Strindbergs bei der Expedition hat sich die Auffassung vieler Kommentatoren verbessert. Vor allem die Tapferkeit, mit der der körperlich untrainierte Student unter Zuständen, die aufgrund der Ermattung durch Kälte permanent dicht am Kollaps lagen, weiterfotografierte, wird anerkennend dargestellt. Auch die künstlerische Qualität der Fotos fand Beachtung. Von den etwa 200 Negativen, die auf Kvitøya in wassergefüllten Behältern gefunden wurden, konnte John Hertzberg von der Königlich Technischen Hochschule in Stockholm mit großem wissenschaftlichem Aufwand 93 restaurieren. Tyrone Martinsson beklagte 2004 in seinem Artikel, Recovering the visual history of the Andrée expedition: A case study in photographic research, dass frühere Forscher zu sehr einen traditionellen Fokus auf die schriftlichen Quellen wie Tagebücher legten, wogegen vor allem die Fotografien wichtig seien.
Moderne Autoren beurteilen Andrée, der nicht nur sein eigenes, sondern auch das Leben seiner Mitstreiter geopfert habe, mit unterschiedlicher Härte, je nachdem, inwieweit sie ihn eher als Mitschuldigen oder eher als Opfer der damaligen nationalen Hysterie betrachten.

## Ausstellungen
Ein Teil der Expeditionsausrüstung Andrées ist heute im Nanoq-Museum in Jakobstad, Finnland ausgestellt. Dort befinden sich auch Gegenstände anderer berühmter Polarfahrten, zum Beispiel von Fridtjof Nansen und Roald Amundsen. Andere Gegenstände befinden sich im Andrée-Museum in Gränna, Schweden.

## Künstlerische Rezeption
- Der schwedisch-holländische Komponist Klas Torstensson[1] (1951 geboren) beschäftigte sich mehrfach mit dem Stoff.
  - Barstend Ijs (1986), Multimedia-Stück unter Verwendung von Eis-Klängen. In einem Interview beschrieb er: „Wenn man dieses Reißen im Eis hört, das von sehr weit weg kommt und über die Eisfläche wandert – das ist einfach ein fantastischer Klang, der eine Mischung aus Gefühlen und reinem Audiointeresse hervorbringt.“
  - The Last Diary (1994) für Stimme und Ensemble
  - The Expedition[2] (1998), Oper, am 11. Juni 1999 bei dem Holland Festival in Amsterdam uraufgeführt.
- Der deutsche Schriftsteller Kurd Laßwitz nahm die Expedition als Vorlage für den Beginn der Handlung seines Science-Fiction-Romans Auf zwei Planeten (1897). Hier führt allerdings die Einwirkung von Marsianern zum Scheitern der Ballonflug-Expedition direkt am Pol.
- Jenny Bond, Unter dem Nordlicht, Roman. Erzählt die Geschichte mit Fokus auf Anna Charlier.
- Per Olof Sundman, Ingenieur Andrées Luftfahrt (Aus dem Schwedischen von Udo Birckholz). Zürich: Benzinger Verlag, 1969; Roman nach den Aufzeichnungen der Expeditionsteilnehmer aus der Sicht von Knut Fraenkel.

## Verwendete Belege
- Artikel Andrées polarexpedition 1896–1897 in der Version vom 6. Juni 2006 auf der schwedischsprachigen Wikipedia (größtenteils Übersetzung des entsprechenden englischen Artikels) mit folgenden Belegen:
  - Andrée, S. A., Nils Strindberg, Knut Frænkel (1930). Med Örnen mot polen: Andrées polarexpedition år 1897. Stockholm: Bonnier.
  - „Andrées färder“ (Memento vom 11. Februar 2006 im Internet Archive), Schwedische Ballonvereinigung.
  - Kjellström, Rolf (1999). „Andrée-expeditionen och dess undergång: tolkning nu och då“, i The Centennial of S.A. Andrée’s North Pole Expedition: Proceedings of a Conference on S.A. Andrée and the Agenda for Social Science research of the Polar Regions, red. Urban Wråkberg. Stockholm: Centrum för vetenskapshistoria, Schwedische Akademie der Wissenschaften. ISBN 91-7190-031-4
  - Lautz, Thomas: Mit dem Ballon zum Nordpol. Vor 100 Jahren: Start der verhängnisvollen Andrée-Expedition. In: Münzen & Papiergeld Nov. 1997, S. 7–13 (Geschichte und vollständige Auflistung der zu Ehren Andrées geprägten Medaillen).
  - Lundström, Sven (1997). „Vår position är ej synnerligen god…“ Andréexpeditionen i svart och vitt. Borås: Carlssons förlag. ISBN 91-7203-264-2
  - Martinsson, Tyrone (2004). „Recovering the visual history of the Andrée expedition: A case study in photographic research“ (Memento vom 29. April 2007 im Internet Archive). Research Issues in Art Design and Media, ISSN 1474-2365, issue 6.
  - „The Mystery of Andree“, Großes Archiv mit US-amerikanischen Zeitungen 1896–99.
  - Personne, Mark (2000). Andrée-expeditionens män dog troligen av botulism (PDF; 88 kB). Ärztezeitung, Bd. 97, Ausgabe 12, S. 1427–1432.
  - Sörlin, Sverker (1999). The burial of an era: the home-coming of Andrée as a national event. In: Urban Wråkberg (Red.): The Centennial of S.A. Andrée’s North Pole Expedition: Proceedings of a Conference on S.A. Andrée and the Agenda for Social Science Research of the Polar Regions. Stockholm: Centrum för vetenskapshistoria, Kungliga Vetenskapsakademien, ISBN 91-7190-031-4.
  - Sundman, Per Olof (1967). Ingenjör Andrées luftfärd. Stockholm: Norstedt. Ingenieur Andrées Luftfahrt (Aus dem Schwedischen von Udo Birckholz). Volk und Welt, Berlin 1971.
  - Tryde, Ernst Adam (1952). De döda på Vitön: sanningen om Andrée. Stockholm: Bonnier.
  - Sörlin, Sverker. Artikel Andrée-expeditionen. In: Schwedische Nationalenzyklopädie.*